# جاده ساسانی
جاده ساسانی مربوط به دوره ساسانیان است و در فارس، دامنه کوه شرف به رودخانه فیروز آباد واقع شده و این اثر ماندگار در تاریخ ۸ مرداد ۱۳۸۱ با شمارهٔ ثبت ۶۰۸۳ به‌عنوان یکی از آثار ملی ایران به ثبت رسیده است.